# Leandro Vieira
Leandro Vieira (ur. 4 marca 1979) – brazylijski piłkarz występujący na pozycji pomocnika.

## Kariera piłkarska
Od 2000 do 2008 roku występował w Coritiba, Deportivo Pasto, Corinthians Paranaense, Kyoto Purple Sanga, Veranópolis, FC Thun, Portuguesa i Teplice.